# 秋田市立雄和中学校
秋田市立雄和中学校（あきたしりつ ゆうわちゅうがっこう）は、秋田県秋田市の旧雄和町域にある公立中学校。

## 概要
- 本校は、旧雄和村内にあった旧川添中学校、旧戸米川中学校、旧種平中学校の統合校として設立された学校である[2]。
- 平成17年度より、秋田市立大正寺中学校を統合して、雄和地区全域を学区とする中学校となっている[2]。
- 平成28年度より、秋田市立雄和小学校が同一の敷地内に設置されている[2]。

## 沿革
以下、注釈の無い項目は学校の公式サイトの情報によるもの。
- 1967年 - 旧川添中学校、旧戸米川中学校、旧種平中学校の統合校として創立。校名を雄和村立雄和中学校と制定
- 1972年 - 町制施行により雄和町立雄和中学校となる
- 1973年 - 全県少年野球大会優勝
- 1983年 - マーチングフェスティバル東北大会優秀賞
- 1987年 - 県中体連総合体育大会サッカー全県優勝
- 1989年 - 全県吹奏楽コンクールBクラス金賞
- 1991年 - 郡陸上競技大会4年連続総合優勝
- 1994年 - ミネソタ州ジャパンウィークにサッカー部17名参加
- 1999年 - ドリーム支援事業により、町の雄物川筏下りに参加
- 2001年 - 「ワールドゲームズ秋田大会」の雄和会場の運営補助員として活躍
- 2002年 - 全県少年野球大会優勝
- 2004年 - ドリームアップ事業で，河辺町立岩見三内中学校と「雄物川筏下り」を実施
- 2005年
  - 1月11日 - 市町村合併に伴い，校名を雄和町立雄和中学校から秋田市立雄和中学校に変更
  - 4月1日 - 秋田市立大正寺中学校との統合により、学区が川添小、種平小、戸米川小、大正寺小の4小学区となる
- 2010年 - 秋田市中学校総合体育大会において野球部優勝（2連覇）
- 2012年 - 現在の新校舎完成
- 2014年 - 第63回秋田県中学校総合体育大会バスケットボール部優勝
- 2015年 - 第64回秋田市中学校総合体育大会バスケットボール女子優勝、秋田県中学校英語暗唱弁論大会弁論の部第3位全国大会出場
- 2016年 - 全国中学校相撲選手権大会 個人の部 決勝トーナメント進出

## 校歌
- 校歌のページを参照[4]。1967年11月20日制定。
- 作詞 竹内瑛太郎、作曲 佐藤長太郎

## 学区
- 秋田市雄和地区[5]

## 周辺
- 秋田市立雄和学校給食センター
- 秋田市雄和市民サービスセンター（旧：雄和町役場）
  - ほくとライブラリー雄和図書館
  - 雄和児童センター
  - 秋田市消防本部秋田南消防署雄和分署
- 健雄会岩崎病院
- 秋田県道9号秋田雄和本荘線
- ローソン雄和石田店
- 秋田なまはげ農業協同組合雄和支店
  - 雄和グリーンセンター
  - 園芸集出荷施設
- 雄和郵便局
- 雄物川
- 秋田東警察署雄和駐在所

## アクセス
- 高尾ハイヤー『秋田市マイタウン・バス』南部線雄和AコースないしはBコース「雄和市民サービスセンター」バス停下車後、徒歩約570m・約9分。
- 秋田中央交通580系統雄和線「雄和市民サービスセンター前」バス停下車後、約500m・約7分。
- 秋田空港から、車で約7.8km・約15分。
- 日本海東北道秋田空港ICから、車で約10km・約18分。